# Vengo a prenderti
Vengo a prenderti è un film del 2005 diretto da Brad Mirman.
È un commedia drammatica a sfondo romantico ambientata in Toscana. È una produzione italiana, britannica e francese con Harvey Keitel, Joshua Jackson, Claire Forlani e Giancarlo Giannini.

## Trama
Jeremy, redattore di libri inglese, è un aspirante scrittore alla ricerca di una nuova prospettiva di vita. Egli è inviato dal suo datore di lavoro in Toscana per indurre a scrivere un nuovo libro l'irascibile autore in crisi ed autoesiliatosi Weldon Parrish. Jeremy è totalmente affascinato dalla figlia di Weldon, Isabella.
Solo più tardi, dopo molte difficoltà, Jeremy avvicina Weldon che diventa il suo mentore. Passano un sacco di tempo girando a piedi per tutto il paese, scambiandosi esperienze di vita e pensieri. Insieme socializzano con la gente del luogo in varie occasioni e Jeremy fa amicizia con alcuni di loro. In una notte di festa, egli condivide un momento intimo con Isabella.
Alla fine, l'onestà reciproca di entrambi gli uomini celebra il loro successo. Weldon trova una fonte di ispirazione e ancora una volta è in grado di scrivere. Jeremy sta per tornare, ma alla fine decide per un grande cambiamento della sua vita sulla base del suo nuovo amore.

## Produzione
Il film, diretto e sceneggiato da Brad Mirman, fu prodotto da Studio Eight Productions, Backup Films e Fierce Entertainment e girato in Toscana (Val d'Orcia, con comparse scelte in loco) e a Londra dal 3 maggio al 26 giugno 2004 con un budget stimato in 10.000.000 dollari.

## Distribuzione
Il film fu distribuito in Italia al cinema dall'Istituto Luce nel 2005 con il titolo Vengo a prenderti (The Shadow Dancer).
Alcune delle uscite internazionali sono state:
- in Francia il 12 maggio 2005 (Coup de foudre en Toscane, al Cannes Film Festival)
- negli Stati Uniti il 13 novembre 2005 (Shadows in the Sun, trasmesso in TV su ABC Family)
- in Germania il 22 marzo 2006 (Liebe lieber italienisch, in DVD)
- in Svezia il 24 marzo 2006 (När hjärtat blir varmt)
- in Italia il 9 giugno 2006
- in Ungheria (Árnyak toszkán verőfényben)
- in Brasile (De Encontro Com o Amor)
- in Spagna (En un rincón de la Toscana)
- in Turchia (Gölge Oyunu)
- in Norvegia (Når hjertet blir varmt)
- in Portogallo (Paixões Sob o Sol da Toscana)
- in Polonia (Pod slonce)

## Promozione
La tagline è: "In life, each man must find his own path.".

## Critica
Secondo MYmovies il film è "in gran parte da dimenticare: una regia quasi inesistente e del tutto priva di personalità e percezione artistica di Brad Mirman, appesantita da una sceneggiatura banale, colma di dialoghi mediocri e spesso ordinari".